# Angelo Frigoni
Angelo Frigoni, detto Angiolino (Brescia, 17 marzo 1954), è un allenatore di pallavolo e dirigente sportivo italiano, commissario tecnico della nazionale maschile filippina.

## Carriera
Dopo un passato da discreto giocatore ha intrapreso la carriera tecnica nel 1986. Ha guidato per 3 anni in A1 Montichiari. Nel giro della nazionale è arrivato grazie a Julio Velasco, di cui fu vice fino al 1996 nella nazionale maschile. Durante quella collaborazione, Frigoni fu compartecipe di alcuni dei massimi trionfi della nostra selezione: 2 titoli mondiali (1990 e 1994); 3 titoli europei (1989, 1993 e 1995), 1 coppa del mondo (1995) e ben 5 leghe mondiali. Nel 1997 seguì ancora una volta il suo mentore argentino, nominato c.t. della nazionale femminile, sostituendolo alla guida nel maggio del 1998. Con la nazionale rosa ottenne un bronzo agli Europei del 1999 e la vittoria al torneo intercontinentale di Tokyo 2000, valido per le qualificazioni all'Olimpiade di quell'anno.
Dal 2016 ricopre il ruolo di direttore tecnico della formazione maschile del BluVolley Verona.